# Gaeltacht Quarter (Belfast)
El Gaeltacht Quarter (en gaèlic irlandès: An Cheathrú Gaeltachta) de Belfast (Irlanda del Nord) és una àrea que envolta Falls Road a l'oest de la ciutat. Una gaeltacht és una àrea on es parla habitualment el gaèlic irlandès. L'àrea intenta promoure l'irlandès i oferir atractius turístics associats tant a la llengua com a la cultura irlandesa.
L'educació és un dels pilars del barri i sempre ha estat molt valorada. Hom hi pot trobar moltes institucions en irlandès al barri com les Gaelscoil an Lonnáin, Gaelscoil na bhFál, Bunscoil an tSléibhe Dhuibh i Coláiste Feirste. També hi ha institucions de tercer grau com Coláiste Ollscoile Muire que ha estat a l'avantguarda de la formació dels docents en un medi irlandès.
Les propostes per al Gaeltacht Quarter començaren el 2002, com a recomanació de la Joint West Belfast/Greater Shankill Task Force. El plan fou aleshores adoptat pel Departament de Cultura, Arts i Lleure i el consell municipal de Belfast.
Llocs clau i esdeveniments al barri inclouen el centre d'arts An Chúlturlann, Conway Mill i el Féile an Phobail.